# 김영목 (독립운동가)
김영목(金永睦, 1870년 5월 7일 ~ 1944년 1월 15일)은 대한민국의 독립운동가이다.
본관은 수안(遂安)이며 아명(兒名)은 김경재(金璟滓)·김완규(金莞珪)·김효식(金曉湜)이고 호(號)는 창록(創綠)이다.

## 생애

### 일생
경상북도 안동(安東)에서 출생한 그는 1898년에서부터 1902년까지 대한제국 경상북도 안동군 예하 군서기관 직을 지냈으며 1902년 사퇴 후 1919년 3월 18일과 1919년 3월 23일의 경상북도 안동군 안동읍 장날을 이용하여 일어난 삼월 대한 독립 만세 운동에 참여하였다. 이곳의 독립만세운동은 기독교도(基督敎徒)와 천도교도(天道敎徒) 등이 연합함으로써 대대적으로 전개되었는데, 그는 3월 18일 오후 6시경, 1백여명의 시위군중과 독립만세시위 하고, 이튿날 오전 1시경에 또다시 3천여명의 시위군중과 군청·경찰서·대구지방법원 안동지청으로 몰려가서 애국지사의 석방을 요구하며 투석전을 벌이다가 일제의 발포로 해산하였다. 3월 18일의 제1차 안동 독립만세운동에 이어, 그 다음 장날인 1919년 3월 23일에는 더욱 격렬한 제2차 독립만세시위가 일어났는데, 그도 이날 오후 8시경을 기하여 약 3천여명의 독립 만세 시위 군중과 함께 만세 시위에 참여하여 읍내 중심지를 향하여 시위행진을 하였다. 이때 일본 군경이 공포를 발사하며 저지하려 하였으나, 만세 시위 군중은 조금도 굴하지 않고 경찰서·지방법원 안동지청을 포위하고 투석으로 대항하였다. 그러자 일제는 무자비하게도 사격을 감행하여 다수의 사상자를 냈으며 무력으로 대한 독립 만세 시위를 강제 해산시키고 주동인사를 검거하기 시작하였다. 그도 이때 체포되었으며 이해 1919년 6월 5일을 기하여 경상북도 대구고등법원에서 징역 1년형을 선고받고 옥고를 치른 이후 1920년에 만기출감하였다. 그 후 13년간 한국독립당에 당원으로 몸담은 후 1935년 한국독립당을 탈당 후 경상북도 의성에 낙향하였다.

### 정당 당원 이력
- 한국독립당 당무위원 겸 상임위원(1922년~1935년)

### 사후
대한민국 정부에서는 고인의 공훈을 기리고자 1983년 대한민국 대통령 표창장을, 1990년 대한민국 건국훈장 애족장을 각각 추서하였다.